# Condado de Covington (Alabama)
El condado de Covington es un condado de Alabama, Estados Unidos. Llamado así en honor de Leonard Covington, de Maryland. Tiene una superficie de 2704 km² y una población de 37 631 habitantes (según el censo de 2000). La sede de condado es Andalusia.

## Historia
El Condado de Covington se fundó el 17 de diciembre de 1821.

## Geografía
Según la Oficina del Censo de los Estados Unidos el condado tiene un área total de 2704 km², de los cuales 2678 km² son de tierra y 26 km² de agua (0,96%).

### Principales autopistas
- U.S. Highway 29
- U.S. Highway 84
- U.S. Highway 331
- State Route 54
- State Route 55

### Condados adyacentes
- Condado de Butler y Condado de Crenshaw (norte)
- Condado de Coffee y Condado de Geneva (este)
- Condado de Walton (Florida) (sureste)
- Condado de Okaloosa (Florida) (suroeste)
- Condado de Escambia y Condado de Conecuh (oeste)

### Ciudades y pueblos
- Andalusia
- Babbie
- Carolina
- Florala
- Gantt
- Heath
- Horn Hill
- Libertyville
- Lockhart
- Onycha
- Opp
- Red Level
- River Falls
- Sanford

## Demografía
| Población histórica Año Población ±% 1900 15 346 — 1910 32 124 +109.3 % 1920 38 103 +18.6 % 1930 41 356 +8.5 % 1940 42 417 +2.6 % 1950 40 373 −4.8 % 1960 35 631 −11.7 % 1970 34 079 −4.4 % 1980 36 850 +8.1 % 1990 36 478 −1.0 % 2000 37 631 +3.2 % |           |          |
| Población histórica |           |          |
| Año | Población | ±%       |
| 1900 | 15 346    | —        |
| 1910 | 32 124    | +109.3 % |
| 1920 | 38 103    | +18.6 %  |
| 1930 | 41 356    | +8.5 %   |
| 1940 | 42 417    | +2.6 %   |
| 1950 | 40 373    | −4.8 %   |
| 1960 | 35 631    | −11.7 %  |
| 1970 | 34 079    | −4.4 %   |
| 1980 | 36 850    | +8.1 %   |
| 1990 | 36 478    | −1.0 %   |
| 2000 | 37 631    | +3.2 %   |